# Trismegistia lancifolia
Trismegistia lancifolia là một loài Rêu trong họ Sematophyllaceae. Loài này được (Harv.) Broth. miêu tả khoa học đầu tiên năm 1908.